# Liliane Maestrini
Liliane „Lili“ Simões Maestrini (* 26. Oktober 1987 in Vitória) ist eine brasilianische Beachvolleyballspielerin.

## Karriere
Lili Maestrini gewann 2006 mit Camilla dos Reis Saldanha das Beachvolleyball-Turnier der Jogos da Lusofonia. Im folgenden Jahr wurde sie in Modena mit Barbara Seixas de Freitas Junioren-Weltmeisterin. 2009 bildete sie ein Duo mit Luana Amorim Madeira. Maestrini/Luana spielten in Brasília ihr erstes Open-Turnier der FIVB World Tour und gewannen das Satellite-Turnier in Vaduz. 2010 traten sie auch erstmals bei Grand Slams an. Ihre besten Ergebnisse erzielten sie mit dem 13. Platz bei den Brasília und Den Haag Open. 2011 bildete Maestrini ein neues Duo mit Ângela Lavalle. Im ersten Jahr kamen Maestrini/Lavalle dreimal als Neunte in die Top Ten und gewannen das Olympia-Vorbereitungsturnier in London. 2012 wurden sie Neunte in Sanya und Klagenfurt sowie Fünfte in Berlin. Am Ende der Saison schaffte Maestrini mit Maria Clara Salgado Rufino zwei fünfte Plätze in Stare Jabłonki und Åland. 2013 gewann sie mit Rebecca Cavalcanti Barbosa Silva zwei Turniere der Continental Tour. Anschließend bildete sie wieder ein Duo mit Seixas. Nach zwei fünften Plätzen in China wurden Maestrini/Seixas beim Grand Slam in Rom Dritte. Bei der WM in Stare Jabłonki blieben sie in der Vorrunde ohne Satzverlust. Anschließend erreichten sie mit drei weiteren Siegen das Halbfinale und setzten sich nach der Niederlage gegen Xue Chen und Zhang Xi im Spiel um den dritten Platz gegen das US-Duo Ross/Pavlik durch. 2014 und Anfang 2015 spielte Maestrini vorwiegend auf der nationalen Tour erneut mit Rebecca. Außerdem belegten die Brasilianerinnen bei den Parana Open Platz drei. Seit 2015 spielte Lili Maestrini bei der FIVB World Tour an der Seite von Carol Máximo. 2016 startete Lili Maestrini mit Maria Antonelli und während deren zweimonatiger Suspendierung auch wieder mit Rebecca Cavalcanti Barbosa Silva.
Von 2017 bis 2019 war Josi Alves Lilis Partnerin. Mit einem fünften Platz beim FIVB 5-Sterne-Event in Fort Lauderdale hatten sie einen erfolgreichen Einstand. Auf der World Tour 2018 gelangen Josi und Lili mehrere Top-Ten-Platzierungen: Platz neun in Warschau, Platz fünf in Luzern, Platz vier in Mersin sowie Siege in Nantong und Nanjing. 2019 belegten die beiden Brasilianerinnen jeweils den siebzehnten Platz bei den drei Turnieren, an denen sie teilnahmen.
Nach einer zweijährigen Pause startete Liliane Maestrini mit ihrer Lebenspartnerin Larissa, allerdings nur noch bei AVP-Veranstaltungen. Die beiden Südamerikanerinnen wurden Dritte in Manhattan Beach und erreichten das Finale in Chicago, das sie gegen April und Alix verloren. In der folgenden Saison kamen die Lebens- und Beachpartnerinnen ins Viertelfinale von Austin, New Orleans Fort Lauderdale und Chicago, belegten den fünften Platz in Hermosa Beach, erreichten das Finale von Virginia Beach und gewannen die Turniere in Muskegon, Denver und Atlantic City.

## Privates
Liliane Maestrini ist seit 2013 mit der Beachvolleyballerin Larissa França verheiratet.